# Terataner

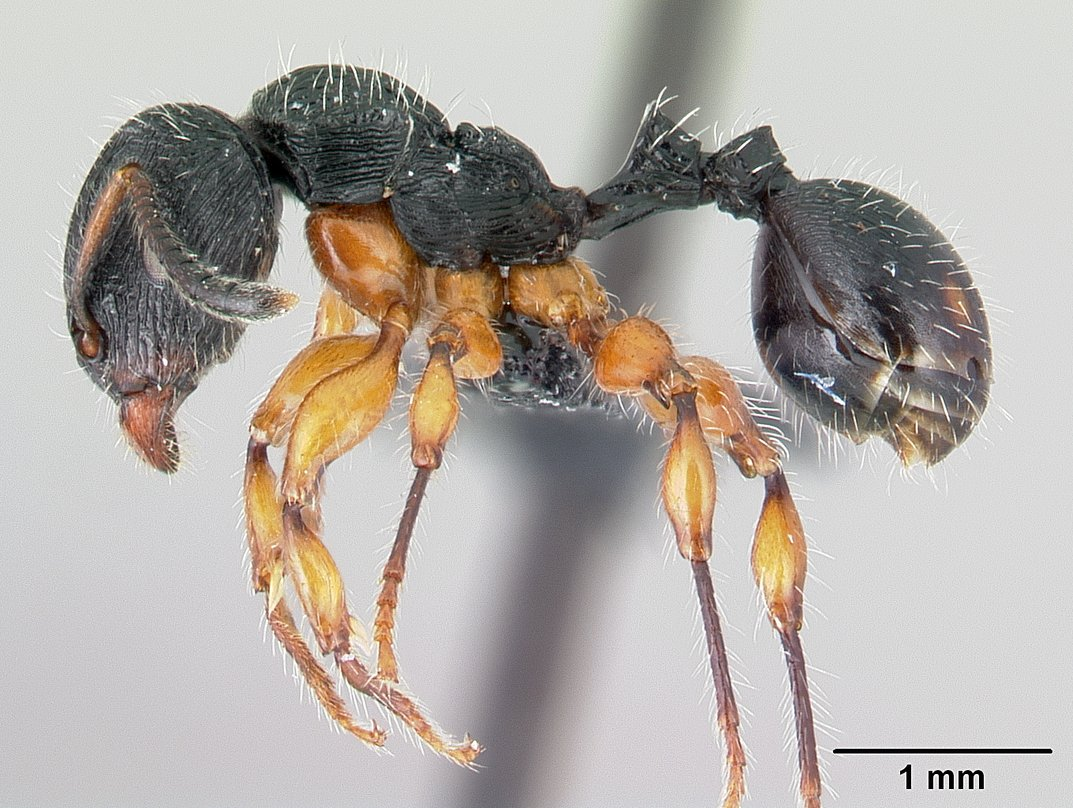
Terataner rufipes

Terataner (лат.) — род мелких муравьёв (Formicidae) из подсемейства Myrmicinae.

## Распространение
Афротропика (восточная и южная Африка и Мадагаскар).

## Описание
Мелкие муравьи (длина около 4—8 мм) с плотными покровами от рыже-коричневого до чёрного цвета (ноги светлее). Мандибулы с 5 или 6 зубцами. Формула щупиков 5, 3 (alluaudi) или 4, 3 (bottegoi, elegans, luteus, piceus, scotti). Усики 12-члениковые с 3-члениковой булавой. Пронотум окаймлённый. Заднеспинка округлая, без проподеальных шипиков (или с небольшими зубчиками). Метаплевральные доли крупные, сильно развитые. Скульптура тела грубая, состоит из крупных бороздок. Стебелёк между грудкой и брюшком состоит из двух члеников: петиолюса и постпетиолюса (последний четко отделен от брюшка), жало развито, куколки голые (без кокона). У части видов самки эргатоидные, бескрылые. Древесные виды, охотятся на муравьёв, термитов и других членистоногих.

## Систематика
Около 10 видов. Род относится к трибе Formicoxenini. Ранее (до 1994 года) их относили к трибе Myrmecinini или Podomyrmini (Wheeler, W.M. 1922; Bolton, 1994, 1995).
- Terataner alluaudi (Emery, 1895) (Мадагаскар)
- Terataner balrog Hita Garcia, 2017 (Мадагаскар)
- Terataner bottegoi (Emery, 1896)
- Terataner elegans Bernard, 1953
- Terataner foreli (Emery, 1899) typus (Мадагаскар)
- Terataner luteus (Emery, 1899)
- Terataner nymeria Hita Garcia, 2017 (Мадагаскар)
- Terataner piceus (Menozzi, 1942)
- Terataner rufipes Emery, 1912 (Мадагаскар)
- Terataner scotti (Forel, 1912)
- Terataner steinheili (Forel, 1895) (Мадагаскар)
- Terataner transvaalensis Arnold, 1952
- Terataner velatus Bolton, 1981
- Terataner xaltus Bolton, 1981 (Мадагаскар)